# Altezza (astronomia)
L'altezza, o elevazione, è la distanza angolare di un punto sulla sfera celeste dall'orizzonte, calcolata come positiva se rivolta verso lo Zenit e negativa se rivolta verso il Nadir.

## Descrizione
In astronomia, l'altezza è una delle due coordinate del sistema di coordinate orizzontali ed è la misura dell'angolo verticale dall'orizzonte. L'altra coordinata è l'azimut che è la misura dell'angolo orizzontale dal nord. Con questi due parametri è univocamente determinata la posizione di un corpo nella sfera celeste (se si eccettua la distanza). In poche parole, l'altezza è la distanza angolare fra l'orizzonte celeste e la stella. 
L'elevazione di un corpo celeste è allora l'angolo formato con l'orizzonte dalla semiretta che unisce l'osservatore al corpo celeste, come mostrato in figura:

### Calcolo
L'altezza α di una stella è data da:
{\displaystyle \sin \alpha \,=\,\cos \mathrm {HA} \cos \delta \cos \phi +\sin \delta \sin \phi }
dove δ è la declinazione dell'oggetto, {\displaystyle HA} è il suo angolo orario, e φ è la latitudine dell'osservatore. 

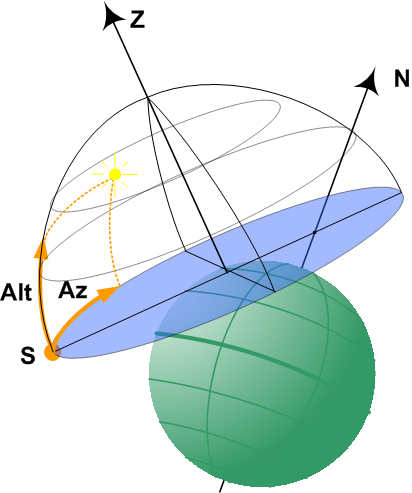
Coordinate orizzontali: Altezza ed Azimut.

L'orizzonte, definito come piano geometrico tangente alla superficie terrestre nel punto in cui si trova l'osservatore, viene scelto come piano fondamentale; è un piano ideale, matematico ed un circolo perfetto indipendente da ostacoli naturali ed artificiali che lo rendono irregolare alla nostra vista. 
L'altezza (h) di un astro, cioè di quanto esso è alto sopra l'orizzonte, viene misurata partendo dallo stesso orizzonte fino ad arrivare all'astro considerato ed espressa in gradi o frazione di grado, da 0° a 90°; e non rimane immutata, in quanto la sua posizione varia col tempo, quindi misure fatte in tempi diversi saranno necessariamente diverse, e se vengono effettuate ad intervalli regolari permettono di determinare l'arco apparente che la stella percorre nella volta celeste, il quale arco risulterà diverso per diversi osservatori situati in posizioni differenti sulla superficie terrestre.
Un osservatore posto al polo nord vedrà l'astro percorrere, nel giro delle 24 ore, un cerchio, e manterrà sempre la stessa altezza dallo zero determinato dal proprio orizzonte.
Invece un osservatore posto sull'equatore vedrà la stella compiere un semicerchio da un valore di 0° fino ad un massimo per poi diminuire e tornare a 0°.